# Fanerofyt
Fanerofyten zijn houtige, overblijvende planten (boom of struik), waarvan de overwinteringsorganen (de knoppen) zich meer dan 50 cm boven het maaiveld (niveau van de bodem) bevinden. De hoogte van de knoppen boven het maaiveld speelt een belangrijke rol in de indeling van de levensvormen volgens Raunkiær.
De groeivormen die behoren tot de fanerofyten zijn de struiken en de bomen.
- Struiken zijn houtige planten die zich meteen boven of al in de grond vertakken. Er wordt geen centrale stam wordt gevormd, zodat struiken niet zo hoog worden als bomen.
- Bomen zijn relatief grote, overblijvende planten met een stevige stam en op enige hoogte boven de grond een vertakking die de kroonvormt. Het wortelstelsel is meestal omvangrijk.

## Levensvormen
De levensvorm van een plant is de fysiologie van de plant op de manier dat die zich aan zijn standplaatsfactor heeft aangepast.
- Chamefyt
- Epifyt
- Geofyt
- Helofyt
- Hemikryptofyt
- Hydrofyt
- Therofyt